# إنزو ريكوميني
إنزو ريكوميني (بالإيطالية: Enzo Riccomini)‏ ( بيومبينو، 22 أغسطس 1934 - فياريدجو، 22 يوليو 2022) كان مدربًا ولاعبًا إيطاليًا لكرة القدم.